# Historiographie de l'ordre du Temple
L'historiographie de l'ordre du Temple a pour but d'aborder de manière analytique l'évolution des recherches sur l'ordre du Temple.
Les auteurs à conseiller doivent être médiévistes.

## Ouvrages historiques

### AuXIIesiècle
Les textes contemporains à l'ordre :
En 1129, Bernard de Clairvaux écrit De Laude novae militiae, la louange de la nouvelle milice, lettre dédiée aux chevaliers de l'ordre nouvellement créé. 
En 1129, la Règle de l'ordre est officiellement adoptée. 
En 1139, le pape Innocent II fulmine (rend public) la bulle Omne datum optimum. Elle fut d'une importance capitale pour l'ordre puisqu'elle était à la base de tous les privilèges dont jouissaient les Templiers. En effet, grâce à elle, les frères du Temple eurent droit à la protection apostolique ainsi que d'avoir leurs propres prêtres. De plus, cette bulle confirma le fait que l'ordre du Temple n'était soumis qu'à l'autorité du pape. La bulle créa aussi une concurrence pour le clergé séculier (ce que ce dernier vit souvent d'un mauvais œil). De nombreux conflits d'intérêts éclatèrent entre les Templiers et les évêques ou les curés.
Les privilèges qu'elle accorda étant souvent remis en cause, la bulle Omne datum optimum fut confirmée douze fois entre 1154 et 1194, et c'est d'ailleurs pour cette raison qu'il ne fut pas aisé de retrouver l'originale.
En 1144, le pape Célestin II fulmine la bulle Milites Templi (Chevaliers du Temple) . Elle permit aux chapelains du Temple de prononcer l'office une fois par an dans des régions ou villes interdites, « pour l'honneur et la révérence de leur chevalerie », sans pour autant autoriser la présence des personnes excommuniées dans l'église. Mais ce n'est en réalité qu'une confirmation de la bulle Omne datum optimum.
En 1145, le pape Eugène III fulmine la bulle Militia Dei (Chevalerie de Dieu). Cette bulle permit aux Templiers de construire leurs propres oratoires (chapelles), mais aussi de disposer d'une totale indépendance vis-à-vis du clergé séculier grâce au droit de percevoir des dîmes et d'enterrer leurs morts dans leurs propres cimetières. De plus, la protection apostolique fut étendue aux familiers du Temple (leurs paysans, troupeaux, biens…).
Des plaintes furent déposées par des Templiers auprès du pape concernant le fait que le clergé prélevait un tiers du legs fait par les personnes désireuses de se faire enterrer dans les cimetières de l'ordre. La bulle Dilecti filii ordonna en conséquence au clergé de ne se contenter que d'un quart des legs.
Guillaume de Nangis est un historien bénédictin de Saint-Denis, mort en 1300.

### AuXIIIesiècle
Guillaume de Tyr

### AuXIXesiècle
En 1840, Édouard Fraissinet publie une traduction d'un ouvrage allemand du XVIIIe siècle:
- Karl Gottlob von Anton (trad. Fraissinet), Essai sur l'histoire de l'Ordre des Templiers : Traduit de l'original allemand et suivi de quelques observations..., Bruxelles, De Mortier frères, 1840, VI-162 p. (lire en ligne)[N 1]

1. ↑  Traduction de: (de) Karl Gottlob von Anton, Versuch einer Geschichte des Tempelherrenordens, 1779 (lire en ligne)

En 1841, Jules Michelet édite le premier tome de la version intégrale en latin du Procès des Templiers. Le second tome est paru en 1851.
En 1866, l'abbé Charpentier publie une traduction De Laude novae militiae, sous le titre L’Éloge de la nouvelle milice aux éditions Louis Vivès. 
En 1872, E. Mannier édite L'Ordre de Malte. Les Commanderies du Grand Prieuré de France. Cet ouvrage est une première liste complète regroupant les commanderies hospitalières et templières de France.
En 1886, Henri de Curzon édite la version latine de la Règle primitive et la règle française aux éditions Renouard :
- Henri de Curzon, La règle du temple : publiée pour la société de l'histoire de France, Renouard, 1886, 1re éd., XLJ + 368 (lire en ligne)

### AuXXesiècle
En 1913, le marquis d'Albon édite un recueil des chartes et bulles de l'ordre du Temple. 
En 1928, M.Dessubré, édite une bibliographie de l'ordre des Templiers.

#### Georges Bordonove, (1920-2007)
- 1993 : La Tragédie des Templiers,  (ISBN 2-85704-403-8).

- 1992 : Les Croisades et le royaume de Jérusalem,
- 1984 : Philippe le Bel : roi de fer,  (ISBN 2-85704-176-4)

- 1983 : Philippe Auguste : le Conquérant,
- 1975 : La Vie quotidienne des Templiers au XIIIe siècle

- 1963 : Les Templiers,  (ISBN 2-213-00532-X).

#### Laurent Dailliez
- 1969 : « architecture (L') du Temple dans la péninsule Ibérique » dans Archeologia no 27, mars/avril 1969, p. 36 - 41.
- En 1972, Laurent Dailliez édite :
  - Bibliographie du Temple.
  - Les Templiers ces inconnus, Perrin.
  - Les Templiers et les règles du Temple.
- 1989 : Il rédige l'article « templiers » dans l'Encyclopædia Universalis. Il avertit de la difficulté de faire un travail historique sur les templiers :

« Il faut se garder d'inclure dans les problèmes relatifs au Temple bon nombre de questions encore mal élucidées et dont rien ne prouve qu'elles soient effectivement rattachées à cet ordre. Les templiers eurent une vie et une observance beaucoup plus simples qu'on ne l'a cru. »

— Tome 22 p. 267.
- En 1997, Règles et Statuts de l'ordre du Temple, (version originale et traduction française) éditions Dervy,  (ISBN 2850767336).

#### Marion Melville
- 1974, 1988 et 1994, différents tirages de la deuxième éd. La vie des Templiers, Gallimard, 339 p.  (ISBN 2-07-024377-X) (mise à jour)

- 1982, Préface pour Rachel Filloux, Costumes, armes et harnois des frères du Temple, Ed. du G.I.E.T, Paris, 148 p.(sans ISBN)

- 1980?, trad. de Léonard, Émile G., Tableau des Maisons du Temple en France et de leurs commandeurs: 1150-1317 (texte latin du XIXe siècle), Ed. du G.I.E.T, Paris, 155 p. (sans ISBN)

#### Autres
Régine Pernoud, Les Templiers, chevaliers du Christ, 1995,  (ISBN 2070532860).
En 1983 sort Les Croisades vues par les Arabes, (Lattès, 299p.  (ISBN 2-709-60547-3) ; J'ai lu, 317 p.  (ISBN 2-277-21916-9)), qui est le premier essai écrit par Amin Maalouf. Comme son nom l'indique, le livre raconte le point de vue des Arabes sur les Croisés et les croisades, entre 1096 et 1291. Il raconte les pillages et les massacres des Franjs et montre également les « infirmités » des Arabes avec leur retard au niveau politique et militaire, malgré une culture forte. On y voit les contrastes de l'époque entre Orient et Occident. Il apporte en plus une réflexion sur l'inversion de la domination de l'Orient sur l'Occident ces derniers siècles de par les croisades, malgré la victoire arabe. Amin Maalouf s'inspire des historiens et des chroniqueurs arabes de l'époque. Il a donné une nouvelle image des croisades en Occident.
En mars 1991, Bruno Hapel présente deux textes fondateurs de l'ordre du Temple (L'Ordre du Temple : les textes fondateurs, 90p.  (ISBN 2-85707-430-1)) chez Guy Trédaniel Éditeur. Il s'agit de la louange à la nouvelle chevalerie, texte de Bernard de Clairvaux, et la Règle latine, dite Règle primitive de l'ordre. Par ailleurs, le même auteur traduit présente et commente un texte de Raymond Lulle : Le Livre de l'ordre de la chevalerie, Trédaniel, 1990, 79p.  (ISBN 2-85707-351-8)

### AuXXIesiècle

#### Malcolm Barber
- 2002, Le procès des Templiers, (trad. de The trial of the Templars par Sylvie Deshayes),  (ISBN 2-86847-679-1)
- 1995, Crusaders and heretics, 12th-14th centuries,  (ISBN 0-86078-476-2).
- 1994, The new knighthood - a history of the Order of the Temple,  (ISBN 0-521-42041-5)
- 1992, The two cities - medieval Europe, 1050-1320,  (ISBN 0-415-06780-4)

- 1978, The trial of the Templars,  (ISBN 0-521-21896-9)

#### Alain Demurger
En janvier 2005, Alain Demurger sort une nouvelle version de son ouvrage de référence, revue et complétée, sous le titre Les Templiers. Une chevalerie chrétienne au Moyen Âge. Il s'agit de l'ouvrage de langue francophone le plus complet sur l'ordre.
- 2020, Le Peuple templier, 1307-1312. Catalogue prosopographique des templiers présents ou (et) cités dans les procès-verbaux des interrogatoires faits dans le royaume de France entre 1307 et 1312, CNRS Éditions.
- 2015, La persécution des Templiers : Journal (1307-1314),  (ISBN 978-2-2289-1407-9)
- 2006, Croisades et croisés au Moyen Âge,  (ISBN 978-2-0808-0137-1)
- 2005, préface pour Damien Carraz : L'Ordre du Temple dans la basse vallée du Rhône, 1124 -1312 - ordres militaires, croisades et sociétés méridionales,  (ISBN 2-7297-0781-6)

- 2005, Les Templiers - une chevalerie chrétienne au Moyen Âge,  (ISBN 2-286-00937-6 et 2-02-066941-2)

- 2003, L'Occident médiéval,  (ISBN 2-01-145576-6) (autre tirage en 2004).
- 2002, Jacques de Molay - le crépuscule des Templiers,  (ISBN 2-228-89628-4)
- 2002, Chevaliers du Christ - les ordres religieux-militaires au Moyen Âge (XIe-XVIe siècle),  (ISBN 2-02-049888-X)
- 2000, En collaboration avec Michel Balard et Pierre Guichard, Pays d'Islam et monde latin - Xe-XIIIe siècle,  (ISBN 2-01-145435-2)
- 1998, La croisade au Moyen Âge - idée et pratiques,  (ISBN 2-09-191037-6).
- 1997, Brève histoire des ordres religieux militaires - Hospitaliers, Templiers, Teutoniques : guide aide-mémoire (29 cm, nombreuses cartes)  (ISBN 2-910685-16-0)
- 1995, L'Occident médiéval - XIIIe-XVe siècle,  (ISBN 2-01-144905-7)

- 1990, Nouvelle histoire de la France médiévale. 5, Temps de crises, temps d'espoirs : XIVe-XVe siècle,  (ISBN 2-02-012221-9)

- 1987 : contribution « Les Templiers, Matthieu Paris et les sept péchés capitaux » dans I Templari : mito e storia Atti del convegno internazionale di studi alla Magione Templare di Poggibonsi (trad.: Les templiers : Mythe et Histoire, Actes du congrès international d'études à « Magione Templare » de Poggibonsi), Sienne, p. 153-169.

#### Divers
- En avril 2007, l'historienne italienne Simonetta Cerrini, membre de la Society for the Study of the Crusades and the Latin East, publie l'ouvrage La révolution des Templiers, Une histoire perdue du XIIe siècle relatif à sa thèse sur la spiritualité de l'ordre. Préfacé par Alain Demurger, ce livre apporte un éclairage nouveau sur la fondation de l'ordre, Simonetta Cerrini ayant eu accès aux neuf manuscrits, relatifs à la genèse de l'ordre, qui subsistent à ce jour.

- Barbara Frale, historienne italienne, médiéviste et paléographe, travaillant aux archives secrètes du Vatican.

### Ouvrages de fiction
En 1955, Les Rois maudits, roman historique de Maurice Druon
En 2003, Da Vinci Code, un roman de Dan Brown
L'Héritière des Templiers de Renaud Chantefable, édition du Rocher 
- tome 1 - Le frère Crapaud,  (ISBN 2-266-13205-9)
- tome 2 - Le chevalier de Quarantaine
- tome 3 - Les Apôtres du Nouveau Temple
- tome 4 - La colombe cachée